# Trierer Weihnachtsmarkt

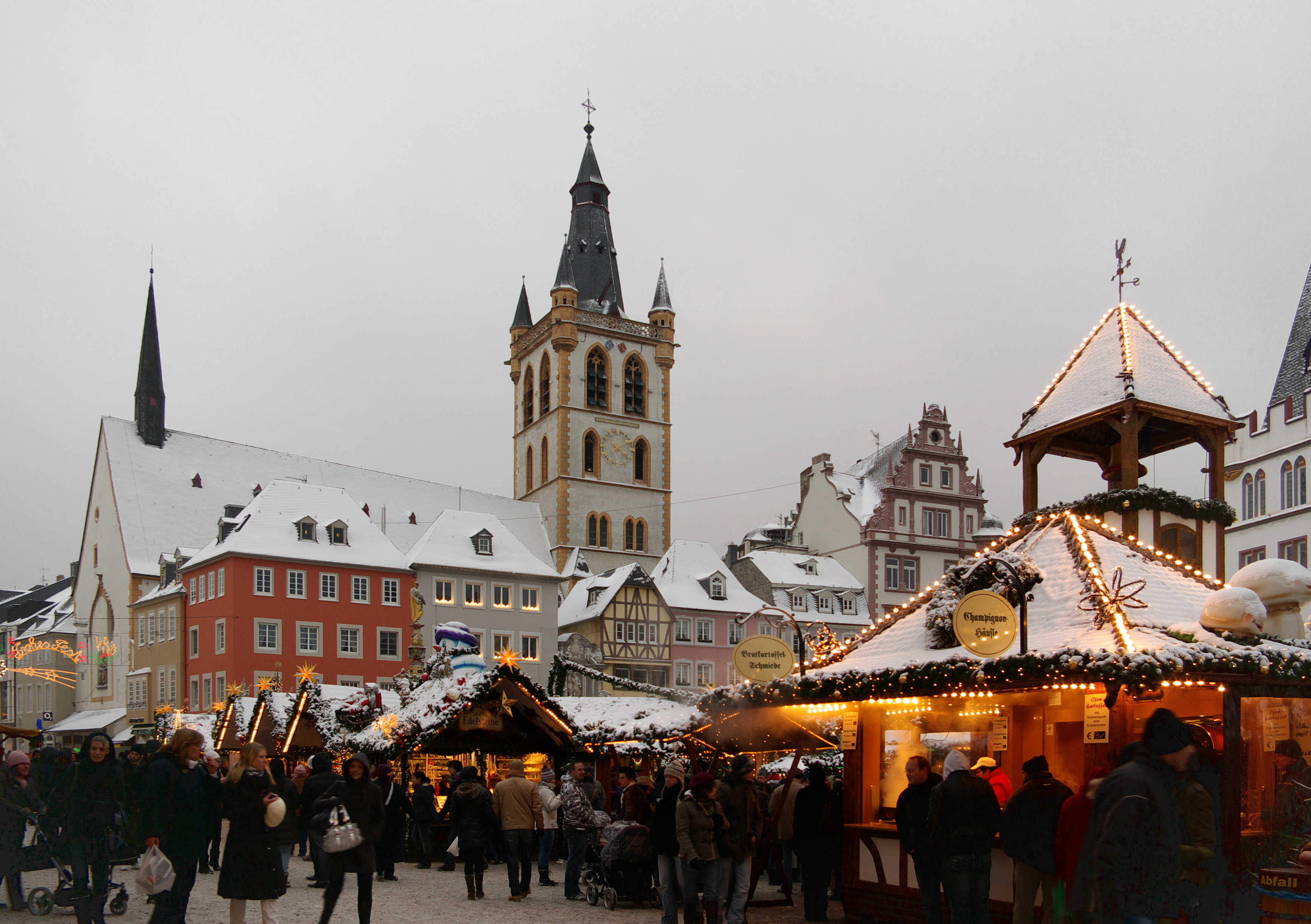
Trierer Weihnachtsmarkt am Hauptmarkt

Der Trierer Weihnachtsmarkt findet jährlich in der Adventszeit ab Ende November bis zum 22. Dezember statt. Er fand erstmals 1978 statt.
Die 95 Holzbuden befinden sich sowohl auf dem Trierer Hauptmarkt als auch auf dem Domfreihof. Der Domfreihof wird jedoch erst seit dessen Sanierung im Jahr 1999 mitgenutzt. Zuvor wurde der Platz als Parkplatz genutzt.
Auf dem Hauptmarkt befindet sich auch eine „Weihnachtskrippe“ in Form einer Weihnachtsbäckerei mit engelartigen Puppenfiguren, die verschiedenes Weihnachtsgebäck backen und verschiedene Backgeräte benutzen. Im Hintergrund spielt Weihnachtsmusik. Die eigentliche Weihnachtskrippe mit Maria und Josef, sowie dem Christuskind in der Wiege, befindet sich auf dem Domfreihof.
Der Trierer Weihnachtsmarkt wird von Schausteller-Familie Oscar Bruch OHG in Zusammenarbeit mit der ARGE Trierer Weihnachtsmarkt veranstaltet. Jährlich taucht er in Rankings der „schönsten Weihnachtsmärkte in Deutschland“ auf und erreichte 2024 in einem europaweiten Ranking sogar Platz 11.
2015 setzte sich die Stadt dafür ein, den Weihnachtsmarkt auf die umliegenden Straßen zu erweitern. Dies schlug jedoch fehl. In diesem Zusammenhang wurde Kritik laut, dass seitens Bruch häufiger auch Bewerbungen von Teilnehmern ignoriert wurden. Versuche, eine Schlichtung einzuleiten bzw. die Standauswahl durch eine Trierer Marketinggesellschaft durchzuführen, schlugen jedoch ebenfalls fehl. Familie Bruch behält ihr Monopol bei der Bestimmung über den Weihnachtsmarkt, bei dem viele Stände auch in Familienbesitz sind.

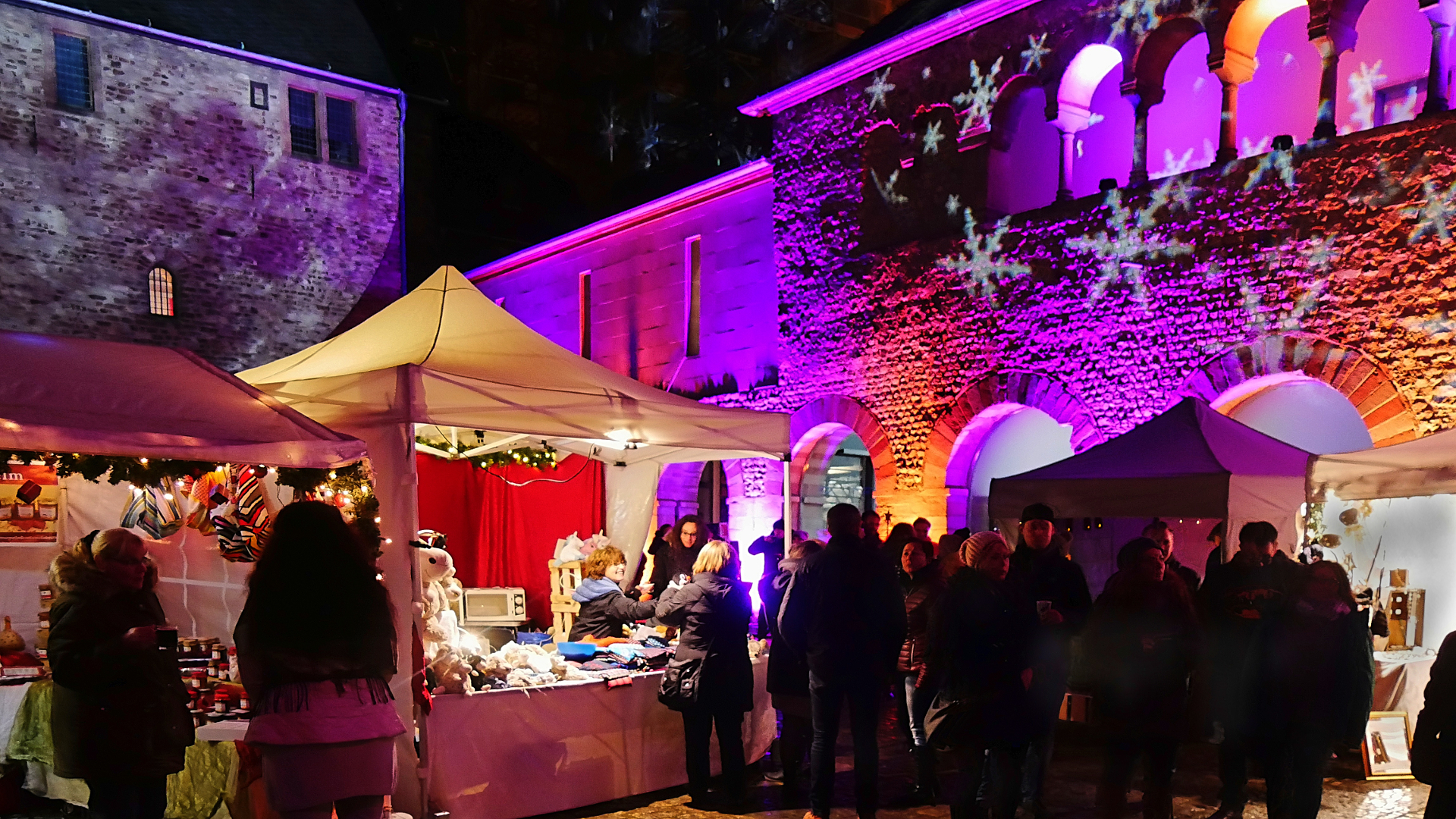
Sterntaler Weihnachtsmarkt im Brunnenhof (Simeonstift)

Neben dem großen Trierer Weihnachtsmarkt etablierten sich weitere nur ein paar Tage geöffnete Weihnachtsmärkte. So findet seit 2015 am ersten Advent im Brunnenhof neben der Porta Nigra der Sterntaler Weihnachtsmarkt statt. Am zweiten Adventswochenende am Zurlaubener Moselufer der Adventslichter Weihnachtsmarkt und am dritten Adventswochenende auf der Weinbaudomäne Avelsbach der Glühweinmarkt.
Seit dem 26. November 2019 residiert auf dem Weihnachtsmarkt die siebte Deutsche Glühweinkönigin Verena Müller aus Trier.